# Accidents de Boeing 747

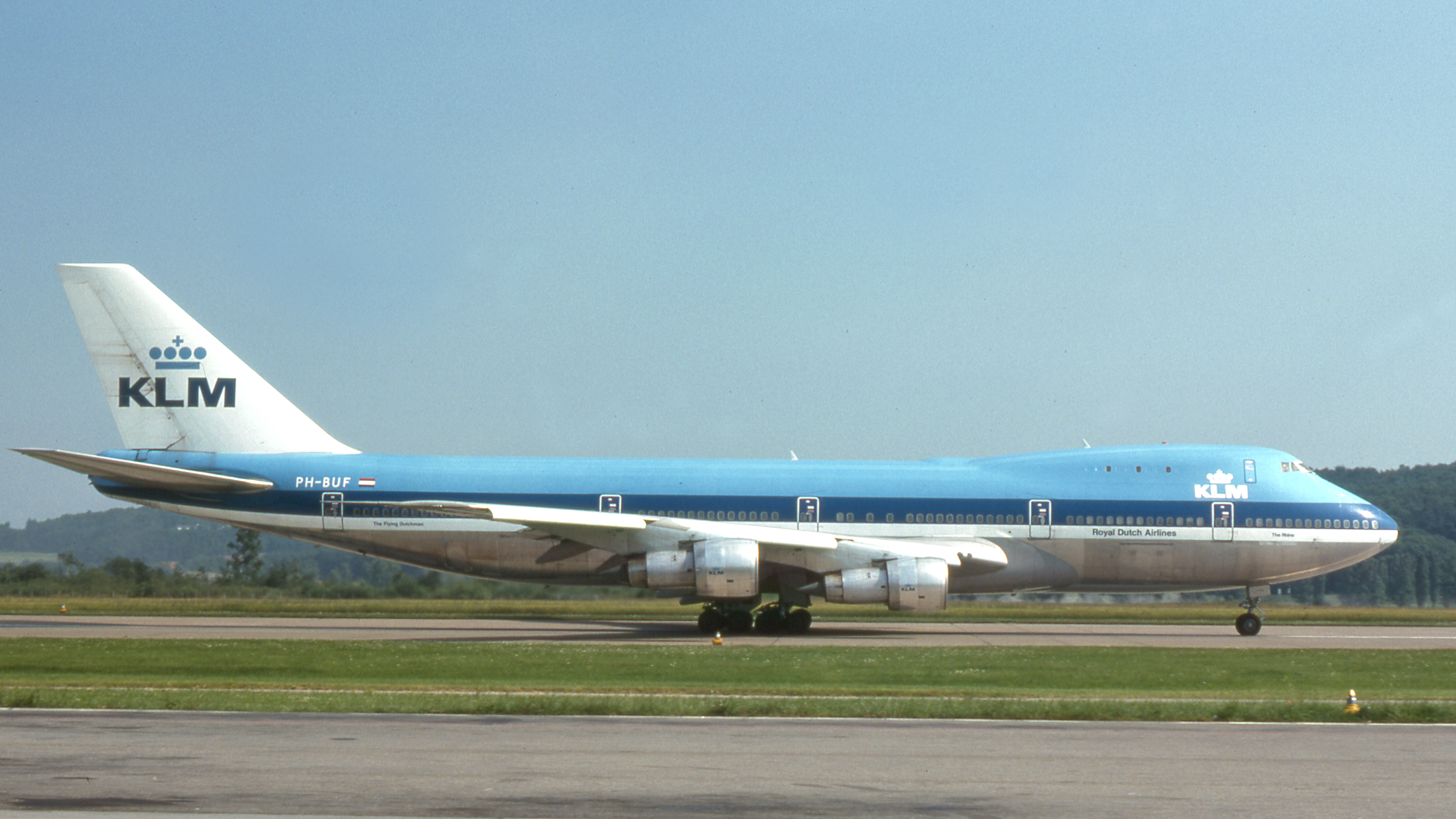
Un Boeing 747-200B de la KLM ; cet appareil, immatriculé PH-BUF et baptisé The Rhine sera détruit le 27 mars 1977 dans la collision de l'aéroport de Tenerife, qui reste le plus grave accident de l'histoire de l'aviation en nombre de morts.

Depuis sa mise en service commerciale en janvier 1970, le Boeing 747 a été impliqué dans 52 accidents avec perte de l'appareil ; cela signifie que l'avion est soit détruit, soit endommagé et économiquement irréparable. Des 52 pertes de Boeing 747, 25 n'entraînent aucun mort ; dans l'une d'entre elles, un otage est tué et dans une autre, un terroriste meurt. Quelques-uns des appareils déclarés endommagés et économiquement irréparables sont des anciens 747 qui ont subi des dégâts relativement mineurs. S'ils sont plus récents, ils peuvent être réparés. En ce qui concerne les records, le 747 se distingue dans trois records de morts séparés : le plus grand nombre de morts dans un seul accident, le plus grand nombre de morts dans un accident n'impliquant qu'un avion, le plus grand nombre de morts dans une collision aérienne.

## Chronologie

### Années 1970
- Le 30 juillet 1971, le vol Pan Am 845 heurte plusieurs structures du système d'éclairage d'approche situées au-delà de l'extrémité de la piste de l'aéroport international de San Francisco, ce qui a gravement blessé 29 des 218 occupants de l'avion et causé des dommages importants à l'appareil.
- Le 20 novembre 1974, le vol Lufthansa 540 s'écrase au décollage de l'aéroport de Nairobi, au Kenya. Il y a 59 morts parmi les 157 personnes à bord.
- Le 27 mars 1977 a lieu la catastrophe de Tenerife, aux îles Canaries. Deux 747 de KLM et de Pan American se percutent à plus de 250 km/h sur la piste de l'aéroport de Los Rodeos. L'accident fait 583 morts, le plus meurtrier de toute l'histoire de l'aviation commerciale.
- Le 1er janvier 1978, le vol Air India 855 s'écrase en mer d'Arabie à cause d'un instrument défaillant. Les 213 occupants de l'avion sont tués.

### Années 1980
- Le 19 novembre 1980, le vol Korean Air Lines 015 s'écrase lors d'une tentative d'atterrissage à l'aéroport international de Gimpo, en Corée du Sud, faisant 15 morts parmi les 226 passagers et membres d'équipage à bord.
- Le 24 juin 1982, le vol British Airways 009 perd ses quatre moteurs en traversant un nuage de cendres au-dessus du volcan Galunggung, en Indonésie. L'appareil parvient à sortir du nuage en planant et à redémarrer ses moteurs. Il n'y a aucune victime.
- Le 1er septembre 1983, le vol Korean Air Lines 007 est abattu en vol par un Soukhoï Su-15 soviétique à proximité de l'île Moneron, en Russie. Les 269 occupants de l'appareil sont tués.
- Le 27 novembre 1983, le vol Avianca 011 s'écrase près de Madrid à la suite d'une erreur de pilotage. Il y a 181 morts parmi les 192 occupants de l'avion.
- Le 15 février 1985, le vol China Airlines 006 atterrit en catastrophe sur la piste de l'aéroport international de San Francisco après une panne moteur. Tous les passagers s'en sortent indemnes.
- Le 23 juin 1985, le vol Air India 182 explose dans les airs au-dessus de l'océan Atlantique, au sud de l'Irlande, à cause d'une bombe placée dans la soute. Les 329 occupants de l'appareil sont tués.
- Le 12 août 1985, le vol Japan Airlines 123 s'écrase dans les environs du mont Osutaka, au Japon, après avoir perdu sa dérive. Il y a 520 morts et 4 survivants.

- Le 5 septembre 1986, le vol Pan Am 73 est victime d'une prise d'otages, menées par quatre terroristes palestiniens membres du Fatah-Conseil révolutionnaire, lors d'une escale à l'aéroport international Jinnah de Karachi, au Pakistan. Vingt passagers et un membre d'équipage sont tués et 120 blessés, parmi les 379 occupants de l'appareil.
- Le 28 novembre 1987, le vol South African Airways 295 s'écrase dans l'océan Indien à la suite d'un incendie. Les 159 occupants sont tués.
- Le 21 décembre 1988, le vol Pan Am 103 explose au-dessus du village de Lockerbie, en Écosse, à cause d'une bombe placée dans la soute. L'attentat fait 270 morts : les 259 occupants de l'avion et 11 villageois.
- Le 19 février 1989, le vol Flying Tiger Line 66 s'écrase contre une colline située à douze kilomètres de l'aéroport international de Kuala Lumpur, en Malaisie, lors de son approche finale sur Kuala Lumpur, entraînant la mort des quatre membres d'équipage à bord.
- Le 24 février 1989, le vol United Airlines 811 subit une décompression explosive après son décollage d'Honolulu à Hawaï. Les pilotes parviennent à atterrir. Il y a 9 morts parmi les 352 personnes à bord.
- Le 15 décembre 1989, le vol KLM 867 est contraint d'effectuer un atterrissage d'urgence à l'aéroport international d'Anchorage Ted-Stevens, en Alaska, lorsque les 4 moteurs sont tombés en panne en plein vol, à la suite de la traversée par inadvertance du 747-400 dans un épais nuage de cendres volcaniques du Mont Redoubt, qui était entré en éruption la veille de l'incident.

### Années 1990
- Le 2 août 1990, le vol British Airways 149 est arrêté sur l'aéroport international de Koweït par des soldats de l'armée irakienne qui envahit le pays. Les 385 occupants de l'avion sont pris en otage et 384 d'entre eux sont progressivement relâchés jusqu'en décembre. Il y a un mort, un membre de la famille royale du Koweït.
- Le 29 décembre 1991, le vol China Airlines 358 s'écrase peu après son décollage de l'aéroport international Tchang Kaï-chek et avoir perdu deux moteurs. Les 5 membres d'équipage de ce vol cargo sont tués.
- Le 4 octobre 1992, le vol El Al 1862, un vol cargo, s'écrase sur un quartier d'Amsterdam après un décrochage. Les 4 membres d'équipage sont tués ainsi que 39 personnes au sol.
- Le 13 septembre 1993, le vol Air France 72  subit une sortie de piste lors de l'atterrissage à l'aéroport international de Tahiti-Faaa. Aucun décès n'est à déplorer, l'évacuation ne causant que quatre blessés légers parmi les 272 personnes à bord.
- Le 4 novembre 1993, le vol China Airlines 605 est sorti de la piste et s'est écrasé dans les eaux du Victoria Harbour, lors de son atterrissage à l'aéroport international Kai Tak, à Hong Kong, pendant le passage d'une tempête. On compte 23 blessés et aucune victime parmi les 396 occupants de l'appareil. Il s'agit, à l'époque, du premier accident majeurs impliquant la perte d'un Boeing 747-400.
- Le 11 décembre 1994, un passager du vol Philippine Airlines 434 est tué après l'explosion d'une bombe en cabine. L'avion parvient à atteindre l'aéroport de Naha sur l'île d'Okinawa.
- Le 17 juillet 1996, le vol TWA 800 explose au-dessus de Long Island, aux États-Unis, à cause d'un incendie du kérosène. Les 230 personnes à bord sont tuées.
- Le 12 novembre 1996, un 747 de Saudi Arabian Airlines qui vient de décoller de l'aéroport international Indira-Gandhi, à New Delhi, percute dans les airs un Iliouchine Il-76 de Kazakhstan Airlines. L'accident fait 349 morts, dont les 312 occupants du 747.
- Le 6 août 1997, le vol Korean Air 801 s'écrase pendant son approche de l'aéroport international Antonio-B.-Won-Pat de Guam à cause de problèmes multiples. Il y a 228 morts et 26 survivants.
- Le 23 septembre 1999, le vol Qantas 1 subit une sortie de piste à l'aéroport international Don Muang de Bangkok, faisant 38 blessés légers parmi les 410 occupants de l'appareil.
- Le 22 décembre 1999, le vol Korean Air Cargo 8509 s'écrase après son décollage de l'aéroport de Londres-Stansted, tuant les 4 membres d'équipage.

### Années 2000
- Le 31 octobre 2000, le vol Singapore Airlines 006 se trompe de piste au décollage de l'aéroport international Tchang Kaï-chek et percute à plus de 150 km/h des obstacles en béton. Il y a 83 morts parmi les 159 passagers.
- Le 29 décembre 2000, le vol British Airways 2069 subit une tentative de détournement, lorsqu'un un passager souffrant d'une maladie mentale prend d'assaut le cockpit et tente de détourner l'appareil. Le commandant de bord, ainsi que des membres de l'équipage et quelques passagers ont été en mesure d'appréhender l'assaillant, tandis que le copilote a repris le contrôle de l'avion, ce qui a permis de maîtriser relativement rapidement la situation
- Le 31 janvier 2001, un 747-400 de Japan Airlines qui vient de décoller de l'aéroport international de Tokyo-Haneda, au Japon, évite de justesse une collision aérienne, au dessus de la baie de Suruga, avec un  McDonnell Douglas DC-10 de la même compagnie aérienne. On dénombre une centaine de blessés, dont 9 blessés graves, parmi les 427 personnes à bord du 747.
- Le 25 mai 2002, le vol China Airlines 611 se désintègre au-dessus du détroit de Taïwan à cause d'une mauvaise réparation après un toucher de queue 22 ans plus tôt. Les 225 personnes à bord sont tuées.
- Le 9 octobre 2002, le vol Northwest Airlines 85, reliant l’aéroport métropolitain de Detroit, aux États-Unis, à l’aéroport international de Narita, au Japon, subit un blocage de la gouverne de direction inférieure en plein vol, au-dessus la mer de Béring. Après de longs efforts, les pilotes ont finalement réussi à poser l'avion avec succès à Anchorage, en Alaska, sauvant ainsi les 404 personnes présentes à bord.
- Le 14 octobre 2004, le vol MK Airlines 1602 s'écrase lors du décollage de l'aéroport international Stanfield d'Halifax, au Canada, tuant les 7 membres d'équipage à bord.
- Le 25 mai 2008, le vol Kalitta Air 207, un Boeing 747-200F cargo affrété par DHL, devant relier l'aéroport de Bruxelles (Belgique) à l'aéroport international de Bahreïn (Bahreïn), avec 76 tonnes de fret (dont plus de la moitié de courrier diplomatique américain) entame son décollage de la piste 19 de Bruxelles, et subit une collision aviaire avec un faucon crécerelle. Le pilote aux commandes décide d'annuler le décollage, alors que la distance n'est plus suffisante pour garantir l'arrêt de l'avion. L'appareil ne réussit pas à s'arrêter avant la fin de la piste et sort de celle-ci. Le Boeing se brise en 3 sections, puis s'immobilise juste avant un talus surplombant la ligne ferroviaire 36, sans qu'aucun incendie ne se déclare. Les quatre membres d'équipage et l'unique passager s'en sortent avec des blessures mineures.
- Le 7 juillet 2008, le vol Centurion Air Cargo 164 s'écrase dans une ferme peu après le décollage de l'aéroport international El Dorado de Bogota, en Colombie. Les 8 occupants de l'appareil ont survécu, malgré des blessures graves, mais 2 personnes au sol ont été tuées.

### Années 2010
- Le 21 janvier 2010, le vol Cargolux 7933 percute une camionnette de maintenance de la piste avec l'un de ses trains d'atterrissage, lors du décollage à l'aéroport de Luxembourg-Findel. Il n'y eut aucune victime, seul l'occupant de la camionnette fut légèrement blessé mais cette dernière fut détruite. Quant à l'avion, il ne subit que quelques dégâts à l'un de ses pneus. Il s'agit du seul accident grave que connut la compagnie Cargolux depuis sa création en 1970.
- Le 3 septembre 2010, le vol UPS Airlines 6 s'écrase à Dubaï à la suite d'un incendie en vol. Les deux membres d'équipage de ce vol cargo sont tués.
- Le 28 juillet 2011, le vol Asiana Airlines 991 s'écrase en pleine mer au large de l'île de Jeju après qu'un incendie se soit déclaré sur le pont principal. Les deux pilotes, les deux seules personnes à bord, ont été tués dans l'accident.
- Le 27 avril 2013, le vol National Airlines 102, un vol cargo, s'écrase peu après son décollage de la base aérienne de Bagram, en Afghanistan. Les 7 membres d'équipage sont tués.
- Le 16 janvier 2017, le vol Turkish Airlines 6491 s'écrase sur un village à proximité de l'aéroport international de Manas, au Kirghizistan. Les 4 membres d'équipage de ce vol cargo meurent ainsi que 34 habitants du village.

## Statistiques

### Liste des accidents meurtriers
| Date               | Accident                            | Lieu                                             | Morts | Type                           |
| ------------------ | ----------------------------------- | ------------------------------------------------ | ----- | ------------------------------ |
| 27 mars 1977       | Collision de l'aéroport de Tenerife | Aéroport de Los Rodeos                           | 583   | Collision                      |
| 12 août 1985       | Vol Japan Airlines 123              | Mont Osutaka                                     | 520   | Défaillance structurelle       |
| 12 novembre 1996   | Collision aérienne de Charkhi Dadri | Charkhi Dadri (Haryana)                          | 349   | Collision aérienne             |
| 23 juin 1985       | Vol Air India 182                   | Océan Atlantique                                 | 329   | Attentat                       |
| 21 décembre 1988   | Vol Pan Am 103                      | Lockerbie (Écosse)                               | 270   | Attentat                       |
| 1er septembre 1983 | Vol Korean Air Lines 007            | Près de Moneron (RSFS de Russie)                 | 269   | Avion abattu                   |
| 17 juillet 1996    | Vol TWA 800                         | Océan Atlantique                                 | 230   | Défaillance structurelle       |
| 6 août 1997        | Vol Korean Air 801                  | Guam                                             | 228   | CFIT                           |
| 25 mai 2002        | Vol China Airlines 611              | Détroit de Taïwan                                | 225   | Défaillance structurelle       |
| 1er janvier 1978   | Vol Air India 855                   | Mer d'Arabie                                     | 213   | Perte de contrôle              |
| 27 novembre 1983   | Vol Avianca 011                     | Près de Madrid                                   | 181   | CFIT                           |
| 28 novembre 1987   | Vol South African Airways 295       | Océan Indien                                     | 159   | Incendie                       |
| 31 octobre 2000    | Vol Singapore Airlines 006          | aéroport international Tchang Kaï-chek           | 83    | Décollage de la mauvaise piste |
| 20 novembre 1974   | Vol Lufthansa 540                   | Aéroport de Nairobi                              | 59    | Erreur de pilotage             |
| 4 octobre 1992     | Vol El Al 1862                      | Bijlmermeer                                      | 43    | Défaillance structurelle       |
| 16 janvier 2017    | Vol Turkish Airlines 6491           | Près de l'aéroport de Manas                      | 38    | Enquête en cours               |
| 5 septembre 1986   | Vol Pan Am 73                       | Aéroport international Jinnah                    | 21    | Prise d'otages                 |
| 19 novembre 1980   | Vol Korean Air Lines 015            | Aéroport international de Gimpo                  | 15    | CFIT                           |
| 24 février 1989    | Vol United Airlines 811             | Au large d'Honolulu                              | 9     | Défaillance structurelle       |
| 27 avril 2013      | Vol National Airlines 102           | Base aérienne de Bagram                          | 7     | Perte de contrôle              |
| 14 octobre 2004    | Vol MK Airlines 1602                | Aéroport international Stanfield d'Halifax       | 7     | Perte de contrôle              |
| 29 décembre 1991   | vol China Airlines 358              | Wanli                                            | 5     | Défaillance structurelle       |
| 22 décembre 1999   | Vol Korean Air Cargo 8509           | Près de l'aéroport de Londres-Stansted           | 4     | Perte de contrôle              |
| 19 février 1989    | Vol Flying Tiger Line 66            | Près de l'aéroport international de Kuala Lumpur | 4     | CFIT                           |
| 28 juillet 2011    | Vol Asiana Airlines 991             | Mer de Chine orientale                           | 2     | Incendie                       |
| 3 septembre 2010   | Vol UPS Airlines 6                  | Dubaï                                            | 2     | Incendie                       |
| 7 juillet 2008     | Vol Centurion Air Cargo 164         | Madrid                                           | 2     | Perte de contrôle              |
| 11 décembre 1994   | Vol Philippine Airlines 434         | Minamidaitō-jima                                 | 1     | Attentat                       |